# 美馬市

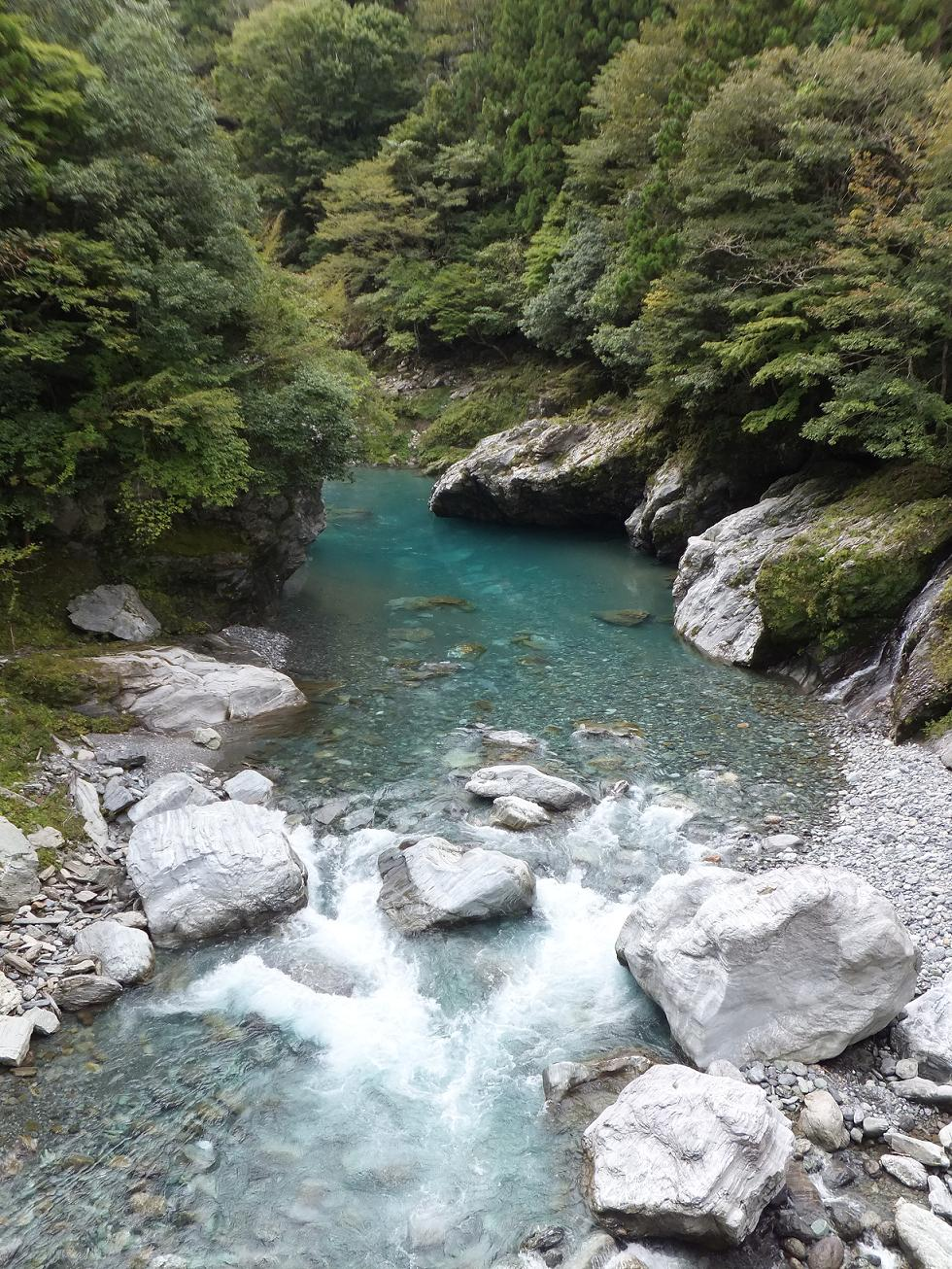
穴吹川

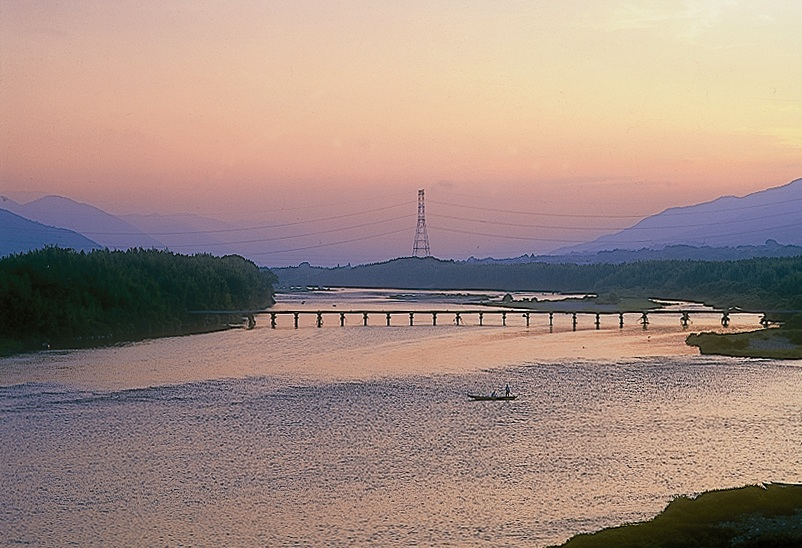
美馬市内を流れる吉野川

美馬市（みまし）は、徳島県の北西地域に属し、北部の中央に位置する市。

## 概要
徳島県北西部に位置し、脇町南町伝統的建造物群保存地区（うだつの町並み）などの観光地が有名である。
また、市役所間の直線距離では、東四国における主要都市の高松市（34.2km）及び徳島市（35.6km）からほぼ等距離に位置しているため、交通の要所として、徳島県北西部の中心都市の一つとなっている。
2022年（令和4年）10月1日から美馬市デジタル地域通貨「MIMACA（みまか）」の運用を開始し、市内経済の好循環の創出に取り組んでいる。
2024年（令和6年）12月17日、脇町南町伝統的建造物群保存地区（うだつの町並み）に、「美馬市うだつ未来館」がオープン。さらなる観光地の目玉となっている。

## 地理
吉野川の下流域に位置している。当市から半径50km圏内には徳島県及び香川県本土のほぼ全域が収まり、40km圏内には東に徳島市・鳴門市東部、西に三好市西部、北に香川県高松市がある。

### 山岳
- 剣山、一ノ森、丸笹山、天神丸、高城山、赤帽子山、八面山、綱付山、中尾山、正善山、東宮山、天行山、半平山、三ツ頭山、高丸、友内山、三頭山、竜王山、大滝山、台ヶ丸山

### 河川
- 吉野川、曽江谷川、東俣谷川、大谷川、野村谷川、穴吹川、中鳥川
  - 穴吹川は17年連続で四国一の清流に選ばれている。夏になると、県内外から訪れた大勢の親子連れで賑わう。

### 気候
平野部（北部）では雨が少ない瀬戸内式気候、山間部（南部）では雨が多い太平洋側気候となっている。特に山間部では、冬季は路面凍結や積雪も珍しくない。
| 穴吹（2001年 - 2020年）の気候      | 穴吹（2001年 - 2020年）の気候 | 穴吹（2001年 - 2020年）の気候 | 穴吹（2001年 - 2020年）の気候 | 穴吹（2001年 - 2020年）の気候 | 穴吹（2001年 - 2020年）の気候 | 穴吹（2001年 - 2020年）の気候 | 穴吹（2001年 - 2020年）の気候 | 穴吹（2001年 - 2020年）の気候 | 穴吹（2001年 - 2020年）の気候 | 穴吹（2001年 - 2020年）の気候 | 穴吹（2001年 - 2020年）の気候 | 穴吹（2001年 - 2020年）の気候 | 穴吹（2001年 - 2020年）の気候 |
| 月                                 | 1月                           | 2月                           | 3月                           | 4月                           | 5月                           | 6月                           | 7月                           | 8月                           | 9月                           | 10月                          | 11月                          | 12月                          | 年                            |
| ---------------------------------- | ----------------------------- | ----------------------------- | ----------------------------- | ----------------------------- | ----------------------------- | ----------------------------- | ----------------------------- | ----------------------------- | ----------------------------- | ----------------------------- | ----------------------------- | ----------------------------- | ----------------------------- |
| 最高気温記録 °C （°F）             | 19.0 (66.2)                   | 23.5 (74.3)                   | 27.7 (81.9)                   | 30.5 (86.9)                   | 33.2 (91.8)                   | 36.1 (97)                     | 38.0 (100.4)                  | 39.5 (103.1)                  | 36.4 (97.5)                   | 32.1 (89.8)                   | 27.6 (81.7)                   | 22.4 (72.3)                   | 39.5 (103.1)                  |
| 平均最高気温 °C （°F）             | 8.8 (47.8)                    | 10.3 (50.5)                   | 14.3 (57.7)                   | 19.9 (67.8)                   | 24.5 (76.1)                   | 27.1 (80.8)                   | 30.9 (87.6)                   | 32.2 (90)                     | 27.8 (82)                     | 22.2 (72)                     | 16.5 (61.7)                   | 11.0 (51.8)                   | 20.5 (68.9)                   |
| 日平均気温 °C （°F）               | 4.3 (39.7)                    | 5.2 (41.4)                    | 8.5 (47.3)                    | 13.8 (56.8)                   | 18.5 (65.3)                   | 21.9 (71.4)                   | 25.7 (78.3)                   | 26.5 (79.7)                   | 22.6 (72.7)                   | 17.1 (62.8)                   | 11.5 (52.7)                   | 6.4 (43.5)                    | 15.2 (59.4)                   |
| 平均最低気温 °C （°F）             | 0.6 (33.1)                    | 1.0 (33.8)                    | 3.5 (38.3)                    | 8.3 (46.9)                    | 13.3 (55.9)                   | 17.8 (64)                     | 22.0 (71.6)                   | 22.5 (72.5)                   | 19.0 (66.2)                   | 13.2 (55.8)                   | 7.4 (45.3)                    | 2.7 (36.9)                    | 11.0 (51.8)                   |
| 最低気温記録 °C （°F）             | −6.3 (20.7)                   | −4.7 (23.5)                   | −3.3 (26.1)                   | 0.0 (32)                      | 4.6 (40.3)                    | 10.6 (51.1)                   | 16.1 (61)                     | 16.3 (61.3)                   | 11.5 (52.7)                   | 5.1 (41.2)                    | −0.5 (31.1)                   | −3.0 (26.6)                   | −6.3 (20.7)                   |
| 降水量 mm （inch）                 | 47.3 (1.862)                  | 54.2 (2.134)                  | 79.4 (3.126)                  | 67.5 (2.657)                  | 105.9 (4.169)                 | 167.8 (6.606)                 | 216.0 (8.504)                 | 222.6 (8.764)                 | 269.2 (10.598)                | 163.5 (6.437)                 | 59.9 (2.358)                  | 68.9 (2.713)                  | 1,539 (60.591)                |
| 平均降水日数 （≥1.0 mm）           | 8.5                           | 9.0                           | 10.4                          | 9.1                           | 8.8                           | 11.7                          | 12.0                          | 9.3                           | 11.0                          | 8.9                           | 7.5                           | 9.9                           | 116.4                         |
| 平均月間日照時間                   | 117.7                         | 122.9                         | 163.0                         | 189.1                         | 193.8                         | 132.8                         | 167.6                         | 202.2                         | 137.6                         | 143.3                         | 124.3                         | 110.3                         | 1,814.3                       |
| 出典1：Japan Meteorological Agency |                               |                               |                               |                               |                               |                               |                               |                               |                               |                               |                               |                               |                               |
| 出典2：気象庁                      |                               |                               |                               |                               |                               |                               |                               |                               |                               |                               |                               |                               |                               |

## 歴史

### 沿革

#### 美馬市制前
- 1889年（明治22年）10月1日 - 市制町村制施行により美馬郡脇町・江原村・岩倉村・郡里村・重清村・三島村・穴吹村・口山村・半平山村、麻植郡木屋平村・中枝村が成立する。
- 1924年（大正14年）1月26日 - 穴吹村が町制施行、穴吹町となる。
- 1927年（昭和2年）6月1日 - 半平山村が名称変更、古宮村となる。
- 1928年（昭和3年）11月1日 - 江原村が町制施行、江原町となる。
- 1940年（昭和15年）12月10日 - 郡里村が町制施行、郡里町となる。
- 1951年（昭和26年）11月3日 - 岩倉村が町制施行、岩倉町となる。
- 1955年（昭和30年）1月1日 - 麻植郡中枝村の美郷村（現・吉野川市）不参加地区を木屋平村が編入する。
- 1955年（昭和30年）3月31日 - 三島村・穴吹町・口山村・古宮村が合併、穴吹町となる。
- 1957年（昭和32年）3月31日 - 郡里町・重清村が合併、美馬町となる。
- 1958年（昭和33年）3月31日 - 脇町・江原町・岩倉町が合併、脇町となる。
- 1973年（昭和48年）7月1日 - 木屋平村が麻植郡から美馬郡に移行。

#### 美馬市制後
- 2005年（平成17年）
  - 3月1日 - 脇町・美馬町・穴吹町・木屋平村が合併、美馬市となる。同時に市章を制定する[2]。

## 人口
| |                                        |  |
| 美馬市と全国の年齢別人口分布（2005年） | 美馬市の年齢・男女別人口分布（2005年） |  |
| ■紫色 ― 美馬市 ■緑色 ― 日本全国 | ■青色 ― 男性 ■赤色 ― 女性              |  |
| 美馬市（に相当する地域）の人口の推移 \| 1970年（昭和45年） \| 44,798人 \| \| \| 1975年（昭和50年） \| 42,590人 \| \| \| 1980年（昭和55年） \| 41,642人 \| \| \| 1985年（昭和60年） \| 40,689人 \| \| \| 1990年（平成2年） \| 39,159人 \| \| \| 1995年（平成7年） \| 38,202人 \| \| \| 2000年（平成12年） \| 36,632人 \| \| \| 2005年（平成17年） \| 34,565人 \| \| \| 2010年（平成22年） \| 32,484人 \| \| \| 2015年（平成27年） \| 30,501人 \| \| \| 2020年（令和2年） \| 28,055人 \| \| |                                        |  |
| 総務省統計局 国勢調査より |                                        |  |
| 1970年（昭和45年） | 44,798人                               |  |
| 1975年（昭和50年） | 42,590人                               |  |
| 1980年（昭和55年） | 41,642人                               |  |
| 1985年（昭和60年） | 40,689人                               |  |
| 1990年（平成2年） | 39,159人                               |  |
| 1995年（平成7年） | 38,202人                               |  |
| 2000年（平成12年） | 36,632人                               |  |
| 2005年（平成17年） | 34,565人                               |  |
| 2010年（平成22年） | 32,484人                               |  |
| 2015年（平成27年） | 30,501人                               |  |
| 2020年（令和2年） | 28,055人                               |  |

## 行政

### 市長
2005年美馬市長選挙は2005年3月27日告示、4月3日投開票。
2009年美馬市長選挙は2009年3月8日告示、3月15日投開票。
2013年美馬市長選挙は2013年3月3日告示、3月10日投開票。
2016年美馬市長選挙は2016年6月12日告示、6月19日投開票。
2020年美馬市長選挙は2020年5月17日告示、5月24日投開票。
2022年美馬市長選挙は2022年9月25日告示、10月2日投開票。
| 代位  | 人 | 市長氏名 | 任期                      | 任期                            | 肩書き             | 所属政党 | 備考                                     |
| 代位  | 人 | 市長氏名 | 就任年月日                | 退任年月日                      | 肩書き             | 所属政党 | 備考                                     |
| ----- | -- | -------- | ------------------------- | ------------------------------- | ------------------ | -------- | ---------------------------------------- |
| -     | -  | 佐藤宏史 | 2005年（平成17年）3月1日  | 2005年（平成17年）4月3日        | 元旧穴吹町長       | 無所属   | 市長職務執行者                           |
| 初代  | 1  | 牧田久   | 2005年（平成17年）4月3日  | 2009年（平成21年）4月2日        | 元徳島県職員       | 無所属   | 投票率82.69%（1期）                      |
| 第2代 | 1  | 牧田久   | 2009年（平成21年）4月3日  | 2013年（平成25年）4月2日        | 元徳島県職員       | 無所属   | 無投票（2期）                            |
| 第3代 | 1  | 牧田久   | 2013年（平成25年）4月3日  | 2016年（平成28年）5月16日       | 元徳島県職員       | 無所属   | 無投票（3期） 不祥事により任期途中で辞職 |
| -     | -  | 栗栖昭雄 | 2016年（平成28年）5月16日 | 2016年（平成28年）6月19日       | 美馬市副市長       | 無所属   | 市長職務執行者                           |
| 第4代 | 2  | 藤田元治 | 2016年（平成28年）6月19日 | 2020年（令和2年）6月18日        | 元徳島県議会議員   | 無所属   | 無投票（1期）                            |
| 第5代 | 2  | 藤田元治 | 2020年（令和2年）6月19日  | 2022年（令和4年）8月15日        | 元徳島県議会議員   | 無所属   | 無投票（2期） 不祥事により任期途中で辞職 |
| -     | -  | 加美一成 | 2022年(令和4年）8月16日   | 2022年(令和4年）9月6日          | 美馬市副市長       | 無所属   | 市長職務執行者 市長選挙出馬により辞職    |
| -     | -  | 吉田正孝 | 2022年(令和4年）9月7日    | 2022年(令和4年）10月2日         | 美馬市企画総務部長 | 無所属   | 市長職務執行者                           |
| 第6代 | 3  | 加美一成 | 2022年(令和4年）10月2日   | 2026年(令和8年）10月1日（予定） | 美馬市副市長       | 無所属   | 投票率64.88%（1期）                      |

### 国の主な行政機関
- 徳島労働局美馬公共職業安定所
- 中国四国農政局徳島農政事務所美馬支所
- 四国地方整備局徳島河川国道事務所吉野川美馬出張所
- 徳島地方法務局美馬支局
- 高松国税局脇町税務署
- 徳島地方検察庁美馬支部
- 美馬区検察庁
- 徳島地方裁判所美馬支部
- 徳島家庭裁判所美馬支部
- 美馬簡易裁判所

### 県の主な行政機関
- 徳島県西部総合県民局美馬庁舎
- 徳島県西部総合県民局美馬保健所

### 警察
- 美馬警察署

### 消防
- 美馬市消防本部
- 美馬西部消防組合

## 議会

### 徳島県議会
- 選挙区：美馬選挙区
- 定数：2人
- 任期：2019年4月30日 - 2023年4月29日
- 投票日：2019年4月7日
- 当日有権者数：32,970人
- 投票率：63.36％

| 候補者名 | 当落 | 年齢 | 党派名     | 新旧別 | 得票数  |
| -------- | ---- | ---- | ---------- | ------ | ------- |
| 浪越憲一 | 当   | 49   | 無所属     | 新     | 7,386票 |
| 南恒生   | 当   | 60   | 自由民主党 | 現     | 6,771票 |
| 木下賢功 | 落   | 28   | 自由民主党 | 新     | 6,311票 |

### 衆議院
- 選挙区：徳島2区（鳴門市、吉野川市、阿波市、美馬市、三好市、板野郡、美馬郡、三好郡）
- 任期：2021年10月31日 - 2025年10月30日
- 投票日：2021年10月31日
- 当日有権者数：260,655人
- 投票率：50.99％

| 当落 | 候補者名   | 年齢 | 所属党派   | 新旧別 | 得票数   | 重複 |
| ---- | ---------- | ---- | ---------- | ------ | -------- | ---- |
| 当   | 山口俊一   | 71   | 自由民主党 | 前     | 76,879票 | ○    |
|      | 中野真由美 | 50   | 立憲民主党 | 新     | 43,473票 | ○    |
|      | 久保孝之   | 58   | 日本共産党 | 新     | 8,851票  |      |

## 地域

### 教育

#### 高等学校
- 徳島県立穴吹高等学校
- 徳島県立脇町高等学校
- 徳島県立美馬商業高等学校（徳島県立つるぎ高等学校に統合）
- 徳島県立池田支援学校美馬分校(徳島県立美馬商業高等学校校舎を利用)

#### 中学校
- 美馬市立江原中学校
- 美馬市立脇町中学校
- 美馬市立岩倉中学校
- 美馬市立美馬中学校

- 美馬市立三島中学校
- 美馬市立穴吹中学校
- 美馬市立木屋平中学校

#### 小学校
- 美馬市立江原南小学校
- 美馬市立江原北小学校
- 美馬市立清水小学校
- 美馬市立脇町小学校
- 美馬市立岩倉小学校
- 美馬市立美馬小学校
- 美馬市立三島小学校
- 美馬市立穴吹小学校
- 美馬市立木屋平小学校

#### 幼稚園
- 美馬市立江原南幼稚園
- 美馬市立江原北幼稚園
- 美馬市立清水幼稚園
- 美馬市立江原東幼稚園
- 美馬市立脇町幼稚園
- 美馬市立岩倉幼稚園
- 美馬市立川原柴幼稚園

#### その他
- 美馬認定こども園
- 江原認定こども園

### 郵便
集配を担当する郵便局は、以下の2局である（局名の後に記述している数字は郵便番号）。このほか、集配を担当しない郵便局が10箇所、簡易郵便局が4箇所置かれている。
- 川井郵便局 : 777-03xx
- 脇町郵便局 : 779-36xx・771-21xx・777-00xx・779-37xx[注釈 3]

## 姉妹都市
国内
- 洲本市
- 新ひだか町

国外
- 大理市（中華人民共和国 雲南省 大理ペー族自治州）
  - 2016年（平成28年）8月24日 友好都市協定締結

## 経済

### 企業

#### 美馬市に事業所を置く企業
- 大塚製薬株式会社徳島美馬工場
- PHC株式会社徳島脇町工場
- 日本生命保険相互会社美馬営業部
- 株式会社よんやく徳島第一支店西部営業所
- 株式会社ナプラ徳島工場
- 株式会社テレコメディアふるさとコールセンター美馬・うだつ
- 昭和プロダクツ株式会社徳島事業所
- 岩谷テクノ株式会社FRP四国製造部
- 讃岐リース株式会社脇町営業所
- ヤンマーアグリジャパン株式会社中四国支社わきまち支店

### 金融機関
- 阿波銀行-脇町支店、穴吹支店、美馬支店
- 徳島大正銀行-脇町支店
- 四国銀行-脇町支店
- 徳島県農業協同組合-脇町支店、美馬支店

## 交通

### 空港
市内に空港はない。
- 高松空港-市役所より約35kmの位置（国道193号経由で所要時間は約40分）
- 徳島阿波おどり空港-市役所より約52kmの位置（徳島自動車道経由で所要時間は約50分）

### 鉄道
市役所の最寄駅は穴吹駅であり、徳島線のほぼ中間に位置する。穴吹駅には全特急列車が停車する他、一部の普通列車も徳島 - 穴吹駅間で折り返し運転を行っている。特急「剣山」を利用した場合、徳島駅までの所要時間は約35分から44分、阿波池田駅までの所要時間は約32分から34分である。
- JR四国
  - 徳島線 : 小島駅 - 穴吹駅

### 路線バス

#### 高速バス
- 高知 - 東京線
  - 高知駅・三好SA・脇町IC・上板SA・松茂・高速鳴門 - 霞ヶ関・東京駅
    - 運行会社: ジェイアール四国バス・ジェイアールバス関東
    - 愛称: ドリーム高知号
- 井川・阿波池田 - 大阪線
  - 井川（四交前）・阿波池田駅前・三好SA・美馬IC・脇町IC・土成IC・上板SA・板野・鳴門西PA - 大阪梅田（阪急三番街）
    - 運行会社: 四国交通・阪急バス
    - 愛称: しこくさぶろうエディ（四国交通）※阪急バスは愛称無し
- 井川・阿波池田 - 神戸（学園都市・三ノ宮）線
  - 井川（四交前）・阿波池田駅前・三好SA・美馬IC・脇町IC・土成IC・上板SA・板野・鳴門西PA - 高速舞子・学園都市駅・神戸三ノ宮（神姫バス三ノ宮バスターミナル）
    - 運行会社: 四国交通・神姫バス・山陽バス
    - 愛称: しこくさぶろうエディ（四国交通）、 ハーバーライナー（神姫バス）、阿波やまびこライナー（神戸山陽バス）
- 徳島 - 松山線
  - 徳島駅・上板SA・土成IC・阿波PA・脇町IC・美馬IC・三好SA - 三島川之江IC - 川内IC・松山IC口・大街道・松山市駅・松山駅
    - 運行会社: 徳島バス・ジェイアール四国バス・伊予鉄バス
    - 愛称: 吉野川エクスプレス
- 徳島 - 高知線
  - 徳島駅・上板SA・土成IC・阿波PA・脇町IC・美馬IC・三好SA - 一宮バスターミナル・高知駅・はりまや橋
    - 運行会社: 徳島バス・ジェイアール四国バス・とさでん交通
    - 愛称: 高知徳島エクスプレス

#### 一般路線バス
- 2022年4月現在、市内を走る一般路線バスはない。
  - 徳島西部交通（2018年にことでんバスに吸収合併）が運行していた穴吹 - 塩江 - 高松線は2012年4月1日で休止、2013年4月1日で廃止となった。

##### 美馬市営バス廃止路線
- 以下の路線は2022年4月1日廃止[3]。
  - 穴吹 - 木屋平（こやだいら）線
    - 旧木屋平村営バス（全国でも珍しい黒字経営の村営バスだった）
    - 穴吹駅 - 川井 - 川上

  - 滝の宮 - 剣山線
    - 春夏・紅葉時期に穴吹 - 木屋平線と接続して臨時運行
    - 滝の宮 - 見ノ越（三好市）

  - 穴吹 - 道の駅うだつ線
    - 2015年6月1日運行開始
    - 穴吹駅 - 脇町 - オデオン座 - 道の駅うだつ
- 以下の路線は2011年10月1日廃止。
  - 穴吹 - 西村線
    - 徳島西部交通の受託運行
    - 穴吹駅 - 脇町 - 喜来 - 美馬町西村

  - 野田ノ井線
    - 藤西阿観光の受託運行
    - 貞光駅（美馬郡つるぎ町） - 喜来 - 野田ノ井 - 黒砂

  - 石仏線
    - 藤西阿観光の受託運行
    - 貞光駅 - 喜来 - 川原町 - 石仏 - 石仏学校前

上記3路線は委託先事業者名で運行されていた（各種案内、バス停なども委託事業者名のものとなっていた）ため、案内上などでは各受託事業者名での案内となることが多かった。

### 道路
幹線道路は市域北部の吉野川沿に徳島自動車道（北岸）や徳島県道12号、および国道192号（南岸）が通っている。北側の香川県高松市方面へは国道193号が通じており、これらの道路は整備されており車線が確保されている。
- 高速道路
  - 徳島自動車道
    - 脇町インターチェンジ - 美馬インターチェンジ
- 一般国道
  - 国道192号
  - 国道193号
  - 国道377号
  - 国道438号
  - 国道439号
  - 国道492号
- 県道

- 徳島県道7号美馬塩江線
- 徳島県道12号鳴門池田線
- 徳島県道105号多和脇線
- 徳島県道106号穴吹塩江線
- 徳島県道127号美馬半田線
- 徳島県道131号美馬貞光線
- 徳島県道157号小島停車場線

- 徳島県道199号脇三谷線
- 徳島県道250号三ツ木宮倉線
- 徳島県道251号脇町曽江線
- 徳島県道252号大谷脇町線
- 徳島県道254号田方穴吹線
- 徳島県道255号端山調子野線
- 徳島県道259号一宇古宮線
- 徳島県道260号中野木屋平線

- 農道
  - 阿讃山麓広域農道
  - 阿讃西部広域農道

## 文化

### スポーツ
- 徳島ヴォルティスのホームタウンの1つとなっている。
- 四国ラグビー発祥の地である。

## ケーブルテレビ
- テレビ阿波
- 光ねっとmima

## 観光
歴史的・文化的価値を有する道路として歴史国道が、観光モデル地域として阿波歴史文化道がそれぞれ町内にも設定されている。
美馬市観光協会のマスコットキャラクターとして、うだつまるが設定されている。
美馬市観光大使として假屋崎省吾、矢田清巳、林家三平の三名が就任している。

### 観光地

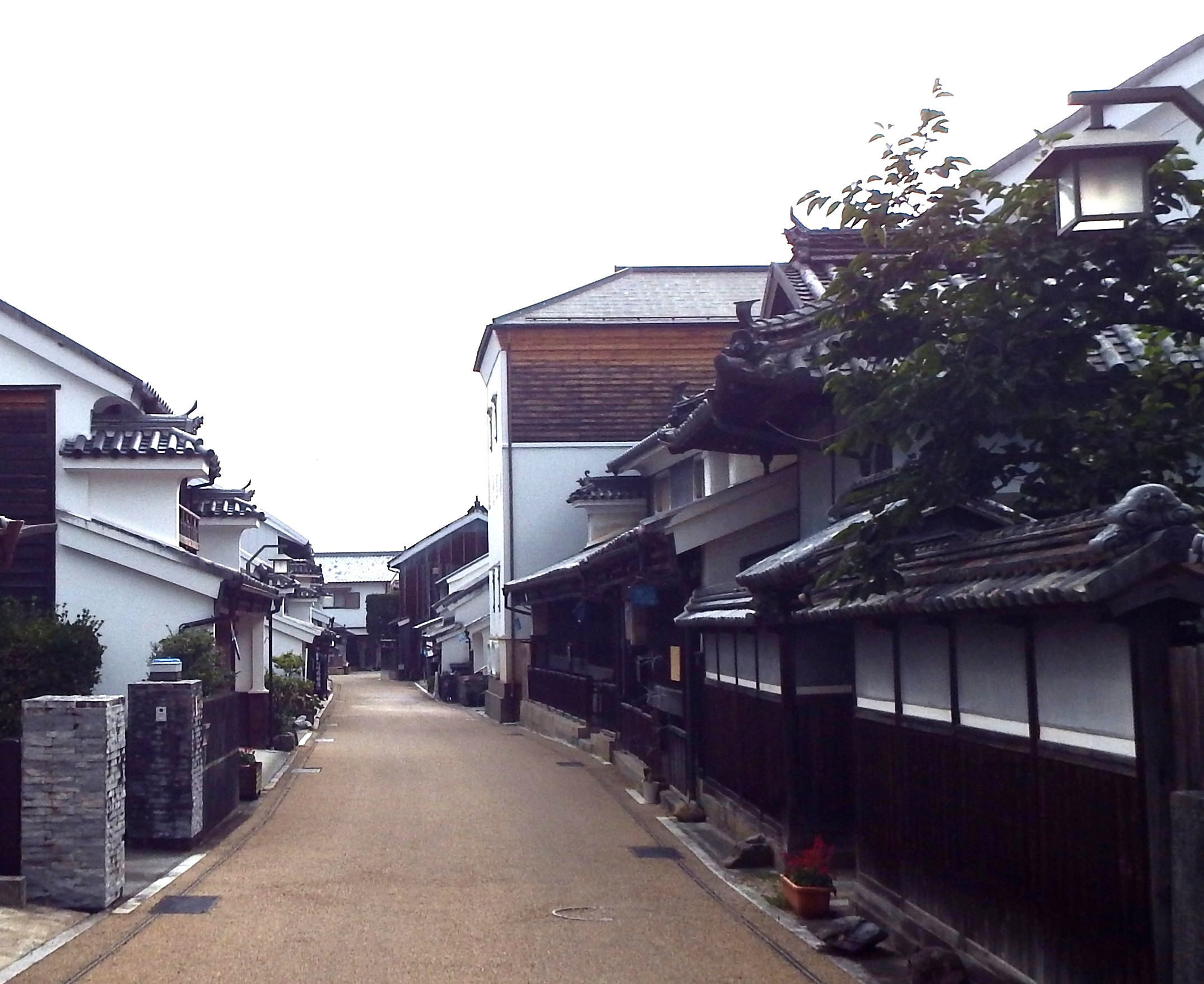
うだつのある町並み（脇町）

- 脇町南町伝統的建造物群保存地区（うだつの町並み）

江戸時代には藍づくりが阿波の代表的産業として急速に広がり、陸上交通と水運に恵まれた脇町は藍の集散地として栄え各種の商人達はその繁栄ぶりを顕示するように豪勢な「卯建（うだつ）」をあげた町屋を建てた。その後鉄道が吉野川の対岸（穴吹町）に開通し、産業の中心が対岸に移ったことで歴史的な建物が残ることになった。重要伝統的建造物群保存地区、日本の道百選、日本風景街道に選定されている。
2024年（令和6年）12月17日、「美馬市うだつ未来館」がオープン。さらなる観光地の目玉となっている。
- 脇町劇場（オデオン座）
- 道の駅藍ランドうだつ
- 旧長岡家住宅（国の重要文化財）

- 三木家住宅（木屋平）

- 青木家住宅（旧美馬町）[4]

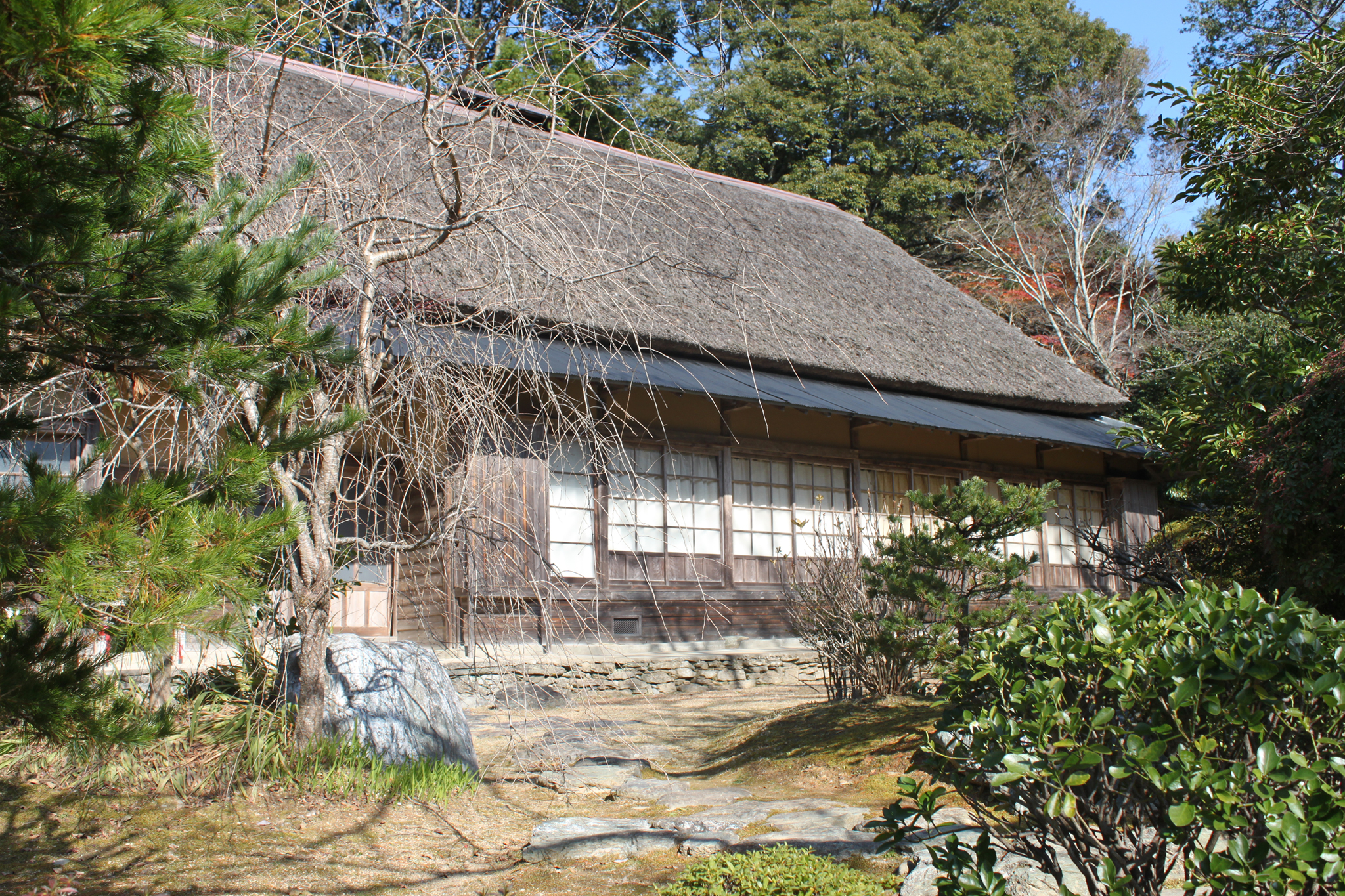
三木家住宅（木屋平）

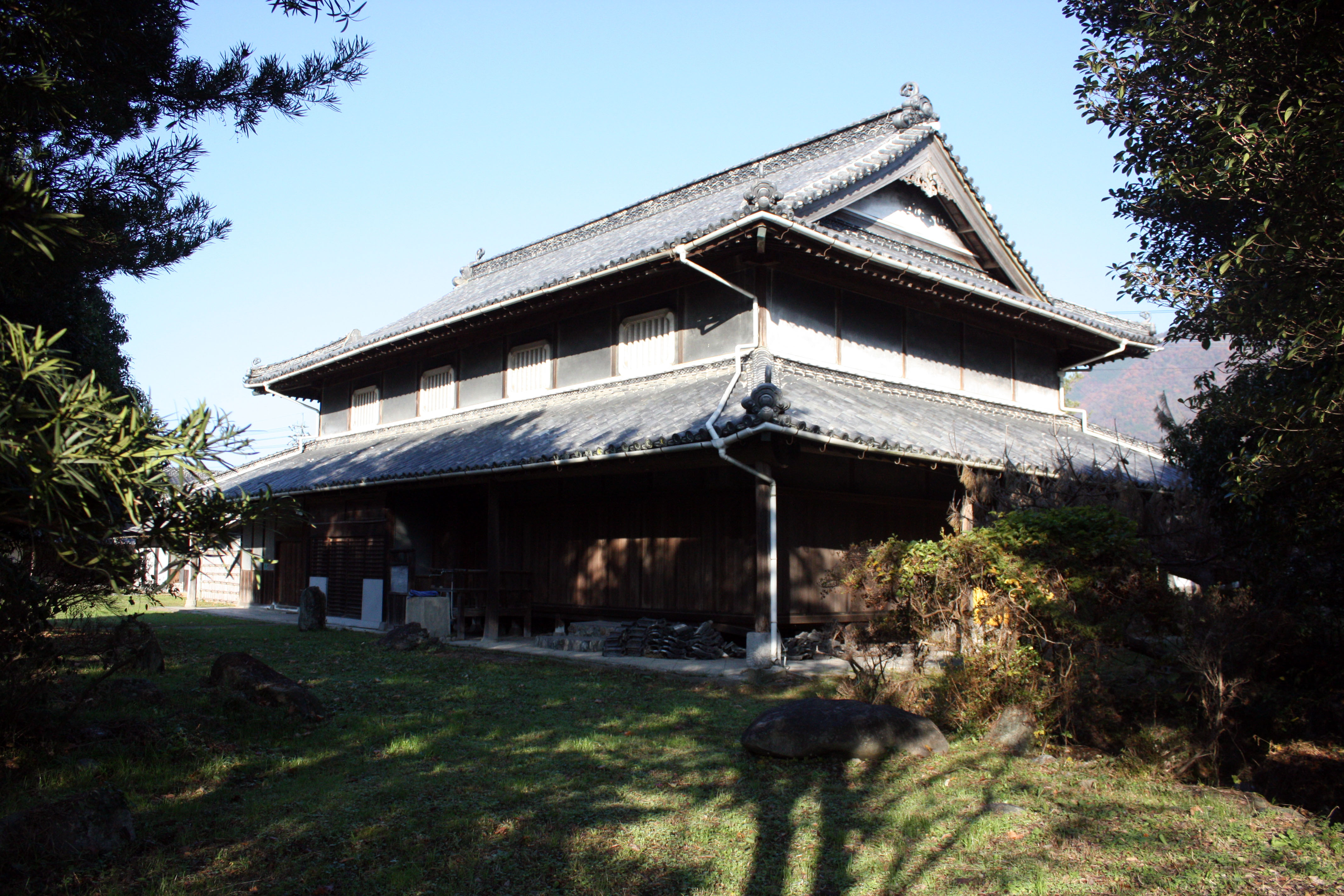
青木家住宅（旧美馬町）

- デレーケ堰堤 - ヨハニス・デ・レーケが関係した土木構造物

公園
- デ・レイケ公園
- 西部健康防災公園
  - 美馬市吉野川河畔ふれあい広場
  - 四国三郎の郷
  - 徳島県立西部防災館
- 水辺の楽校中鳥川公園
- 池月公園
- 寺町公園
- 小星公園

神社仏閣

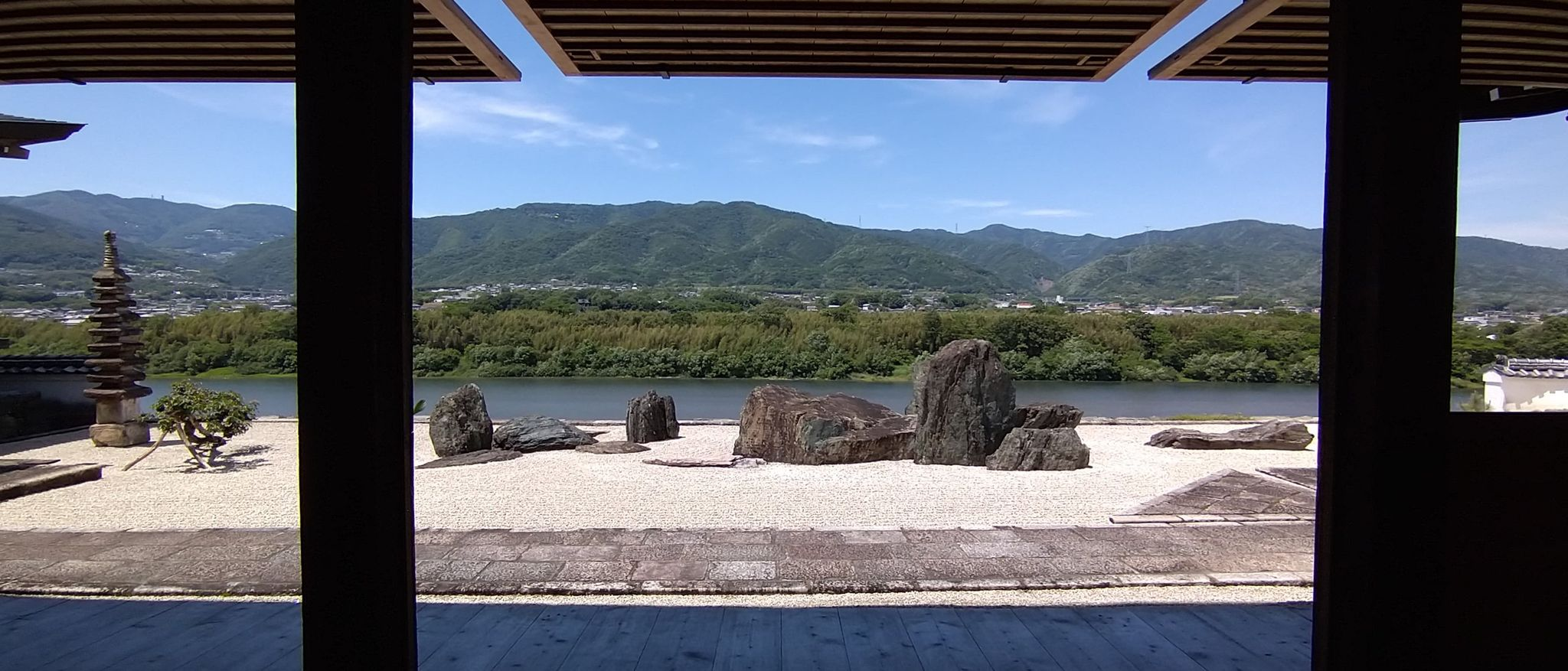
本楽寺 枯山水

- 本楽寺 - 四国八十八景9番 川を借景とした日本で唯一の日本庭園
- 最明寺 - 阿波西国三十三観音霊場第33番および四国三十六不動尊霊場第3番札所

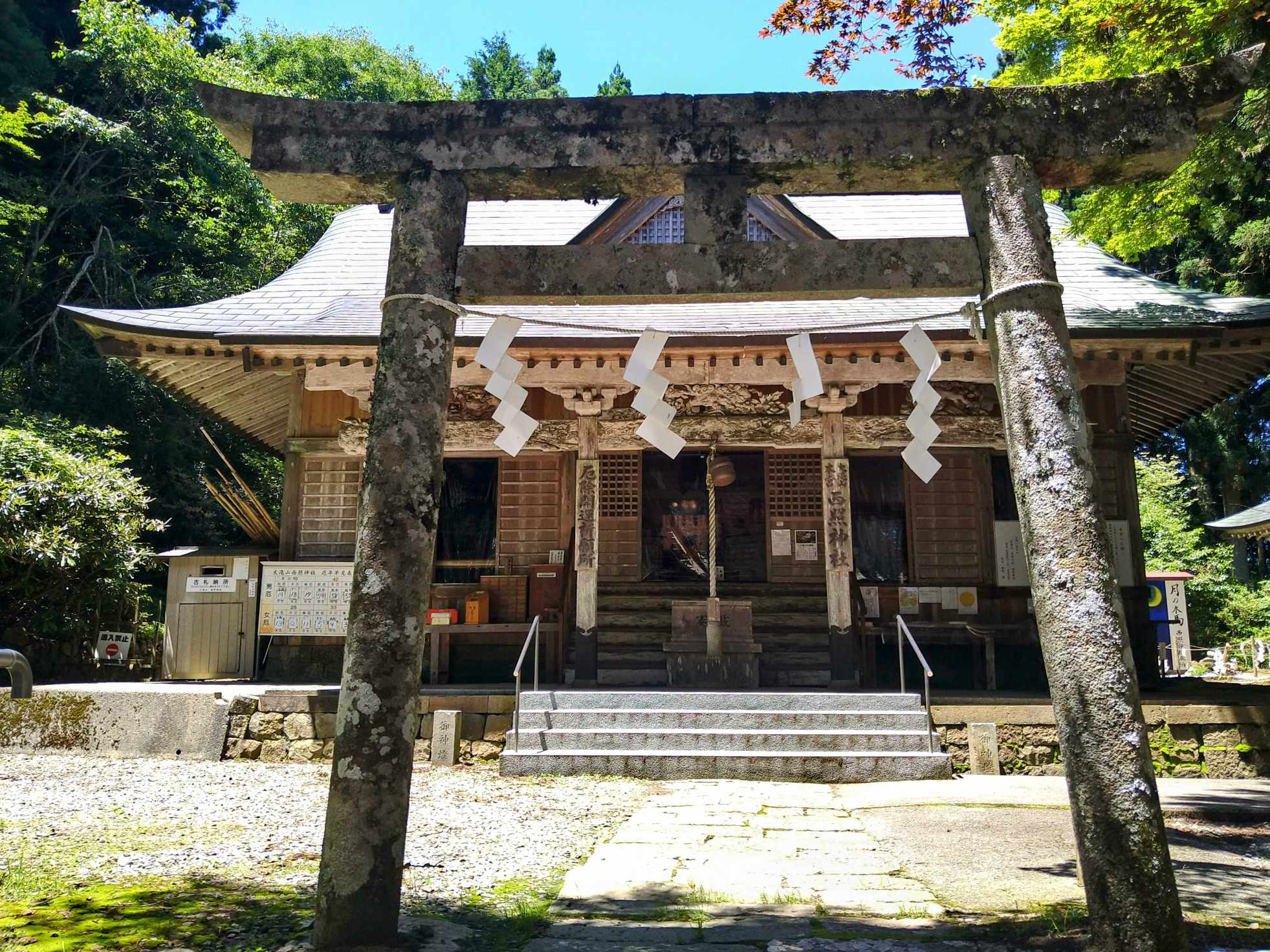
西照神社

- 大瀧寺 - 四国別格二十霊場第20番札所

- 西照神社
- 白人神社
- 寺町

施設
- 美馬市地域交流センター（ミライズ）
- あんみつ館
- 美馬モーターランド
- ブルーヴィラあなぶき

自然
- 百々の滝
- 閑定の滝
- 新田の滝

### キャンプ場
- 中尾山高原キャンプ場 - 四国唯一の日本グラススキー協会公認の中尾山高原グラススキー場があるキャンプ場。
- 四国三郎の郷

## 市出身の有名人
- 大川紫央 - 宗教家、幸福の科学創始者大川隆法の妻
- 緒方広明 - 工学者、京都大学教授
- 國ヶ岩夘八 - 元大相撲力士
- CO-KEY - ヒップホップミュージシャン
- 清水幸二 - 元四国放送アナウンサー
- 竹田寛行 - ラグビー指導者、御所実業高校監督
- 時津洋宏典 - 元大相撲力士
- 西川大介 - ラジオDJ、スタジアムDJ
- 服部泰卓 - 元プロ野球選手、千葉ロッテマリーンズ
- 藤田淳平 - プロ野球選手、福岡ソフトバンクホークス
- 丸岡いずみ - フリーアナウンサー、元日本テレビキャスター・報道記者
- 宮前侑平 - 俳優、神戸・清盛隊メンバー